# Formula 1 – sezona 1980.
| FIA Svjetsko automobilističko prvenstvo 1980. | FIA Svjetsko automobilističko prvenstvo 1980. |
|                                               | Prvak                                         |
| --------------------------------------------- | --------------------------------------------- |
| Vozač                                         | Alan Jones (Williams-Ford)                    |
| Konstruktor                                   | Williams-Ford                                 |
| Prethodna sezona                              | Sljedeća sezona                               |
| 1979.                                         | 1981.                                         |

Formula 1 – sezona 1980., bila je 31. sezona svjetskog prvenstva u Formuli 1. Vozilo se 14 utrka u periodu od 13. siječnja do 5. listopada 1980. godine. Svjetski prvak postao je Alan Jones, a konstruktorski prvak po prvi put momčad Williamsa.

## Vozači i konstruktori
| Konstruktor / Momčad                                                                                           | Šasija                       | Motor                    | Gume | Broj | Vozači                | Utrke       |
| --- | ---------------------------- | ------------------------ | ---- | ---- | --------------------- | ----------- |
| Ferrari Scuderia Ferrari SpA SEFAC                                                                             | Ferrari 312T5                | Ferrari 015 F12 3.0      | M    | 1    | Jody Scheckter        | Sve         |
| Ferrari Scuderia Ferrari SpA SEFAC                                                                             | Ferrari 312T5                | Ferrari 015 F12 3.0      | M    | 2    | Gilles Villeneuve     | Sve         |
| Tyrrell-Ford Cosworth Candy Tyrrell Team                                                                       | Tyrrell 009 Tyrrell 010      | Ford Cosworth DFV V8 3.0 | G    | 3    | Jean-Pierre Jarier    | Sve         |
| Tyrrell-Ford Cosworth Candy Tyrrell Team                                                                       | Tyrrell 009 Tyrrell 010      | Ford Cosworth DFV V8 3.0 | G    | 4    | Derek Daly            | Sve         |
| Tyrrell-Ford Cosworth Candy Tyrrell Team                                                                       | Tyrrell 009 Tyrrell 010      | Ford Cosworth DFV V8 3.0 | G    | 43   | Mike Thackwell        | 13-14       |
| Brabham-Ford Cosworth Parmalat Racing Team                                                                     | Brabham BT49                 | Ford Cosworth DFV V8 3.0 | G    | 5    | Nelson Piquet         | Sve         |
| Brabham-Ford Cosworth Parmalat Racing Team                                                                     | Brabham BT49                 | Ford Cosworth DFV V8 3.0 | G    | 6    | Ricardo Zunino        | 1-7         |
| Brabham-Ford Cosworth Parmalat Racing Team                                                                     | Brabham BT49                 | Ford Cosworth DFV V8 3.0 | G    | 6    | Hector Rebaque        | 8-14        |
| McLaren-Ford Cosworth Marlboro Team McLaren                                                                    | McLaren M29 McLaren M30      | Ford Cosworth DFV V8 3.0 | G    | 7    | John Watson           | Sve         |
| McLaren-Ford Cosworth Marlboro Team McLaren                                                                    | McLaren M29 McLaren M30      | Ford Cosworth DFV V8 3.0 | G    | 8    | Alain Prost           | 1-3, 5-14   |
| McLaren-Ford Cosworth Marlboro Team McLaren                                                                    | McLaren M29 McLaren M30      | Ford Cosworth DFV V8 3.0 | G    | 8    | Stephen South         | 4           |
| ATS-Ford Cosworth Team ATS                                                                                     | ATS D3 ATS D4                | Ford Cosworth DFV V8 3.0 | G    | 9    | Marc Surer            | 1-3, 7-14   |
| ATS-Ford Cosworth Team ATS                                                                                     | ATS D3 ATS D4                | Ford Cosworth DFV V8 3.0 | G    | 9    | Jan Lammers           | 4-6         |
| ATS-Ford Cosworth Team ATS                                                                                     | ATS D3 ATS D4                | Ford Cosworth DFV V8 3.0 | G    | 10   | Jan Lammers           | 1-3         |
| ATS-Ford Cosworth Team ATS                                                                                     | ATS D3 ATS D4                | Ford Cosworth DFV V8 3.0 | G    | 10   | Harald Ertl           | 9           |
| Lotus-Ford Cosworth Team Essex Lotus                                                                           | Lotus 81                     | Ford Cosworth DFV V8 3.0 | G    | 11   | Mario Andretti        | Sve         |
| Lotus-Ford Cosworth Team Essex Lotus                                                                           | Lotus 81                     | Ford Cosworth DFV V8 3.0 | G    | 12   | Elio de Angelis       | Sve         |
| Lotus-Ford Cosworth Team Essex Lotus                                                                           | Lotus 81B                    | Ford Cosworth DFV V8 3.0 | G    | 43   | Nigel Mansell         | 10-12       |
| Ensign-Ford Cosworth Unipart Racing Team                                                                       | Ensing N180                  | Ford Cosworth DFV V8 3.0 | G    | 14   | Clay Regazzoni        | 1-4         |
| Ensign-Ford Cosworth Unipart Racing Team                                                                       | Ensing N180                  | Ford Cosworth DFV V8 3.0 | G    | 14   | Tiff Needell          | 5-6         |
| Ensign-Ford Cosworth Unipart Racing Team                                                                       | Ensing N180                  | Ford Cosworth DFV V8 3.0 | G    | 14   | Jan Lammers           | 7-14        |
| Ensign-Ford Cosworth Unipart Racing Team                                                                       | Ensing N180                  | Ford Cosworth DFV V8 3.0 | G    | 41   | Geoff Lees            | 11-12       |
| Renault Equipe Renault Elf                                                                                     | Renault RE20                 | Renault EF1 V6 t 1.5     | M    | 15   | Jean-Pierre Jabouille | 1-13        |
| Renault Equipe Renault Elf                                                                                     | Renault RE20                 | Renault EF1 V6 t 1.5     | M    | 16   | René Arnoux           | Sve         |
| Shadow-Ford Cosworth Shadow Cars Theodore Shadow                                                               | Shadow DN11 Shadow DN12      | Ford Cosworth DFV V8 3.0 | G    | 17   | Stefan Johansson      | 1-2         |
| Shadow-Ford Cosworth Shadow Cars Theodore Shadow                                                               | Shadow DN11 Shadow DN12      | Ford Cosworth DFV V8 3.0 | G    | 17   | Geoff Lees            | 3-7         |
| Shadow-Ford Cosworth Shadow Cars Theodore Shadow                                                               | Shadow DN11 Shadow DN12      | Ford Cosworth DFV V8 3.0 | G    | 18   | David Kennedy         | 1-7         |
| Fittipaldi-Ford Cosworth Skol Fittipaldi Team                                                                  | Fittipaldi F7 Fittipaldi F8  | Ford Cosworth DFV V8 3.0 | G    | 20   | Emerson Fittipaldi    | Sve         |
| Fittipaldi-Ford Cosworth Skol Fittipaldi Team                                                                  | Fittipaldi F7 Fittipaldi F8  | Ford Cosworth DFV V8 3.0 | G    | 21   | Keke Rosberg          | Sve         |
| Alfa Romeo Marlboro Team Alfa Romeo                                                                            | Alfa Romeo 179               | Alfa Romeo 1260 V12 3.0  | G    | 22   | Patrick Depailler     | 1-8         |
| Alfa Romeo Marlboro Team Alfa Romeo                                                                            | Alfa Romeo 179               | Alfa Romeo 1260 V12 3.0  | G    | 22   | Vittorio Brambilla    | 11-12       |
| Alfa Romeo Marlboro Team Alfa Romeo                                                                            | Alfa Romeo 179               | Alfa Romeo 1260 V12 3.0  | G    | 22   | Andrea de Cesaris     | 13-14       |
| Alfa Romeo Marlboro Team Alfa Romeo                                                                            | Alfa Romeo 179               | Alfa Romeo 1260 V12 3.0  | G    | 23   | Bruno Giacomelli      | Sve         |
| Ligier-Ford Cosworth Equipe Ligier Gitanes                                                                     | Ligier JS11/15               | Ford Cosworth DFV V8 3.0 | G    | 25   | Didier Pironi         | Sve         |
| Ligier-Ford Cosworth Equipe Ligier Gitanes                                                                     | Ligier JS11/15               | Ford Cosworth DFV V8 3.0 | G    | 26   | Jacques Laffite       | Sve         |
| Williams-Ford Cosworth Albilad-Williams Racing Team                                                            | Williams FW07 Williams FW07B | Ford Cosworth DFV V8 3.0 | G    | 27   | Alan Jones            | Sve         |
| Williams-Ford Cosworth Albilad-Williams Racing Team                                                            | Williams FW07 Williams FW07B | Ford Cosworth DFV V8 3.0 | G    | 28   | Carlos Reutemann      | Sve         |
| Arrows-Ford Cosworth Warsteiner Arrows Racing Team                                                             | Arrows A3                    | Ford Cosworth DFV V8 3.0 | G    | 29   | Riccardo Patrese      | Sve         |
| Arrows-Ford Cosworth Warsteiner Arrows Racing Team                                                             | Arrows A3                    | Ford Cosworth DFV V8 3.0 | G    | 30   | Jochen Mass           | 1-10, 13-14 |
| Arrows-Ford Cosworth Warsteiner Arrows Racing Team                                                             | Arrows A3                    | Ford Cosworth DFV V8 3.0 | G    | 30   | Mike Thackwell        | 11          |
| Arrows-Ford Cosworth Warsteiner Arrows Racing Team                                                             | Arrows A3                    | Ford Cosworth DFV V8 3.0 | G    | 30   | Manfred Winkelhock    | 12          |
| Osella-Ford Cosworth Osella Squadra Corse                                                                      | Osella FA1                   | Ford Cosworth DFV V8 3.0 | G    | 31   | Eddie Cheever         | Sve         |
| Williams-Ford Cosworth Brands Hatch Racing                                                                     | Williams FW07                | Ford Cosworth DFV V8 3.0 | G    | 43   | Desiré Wilson         | 8           |
| Williams-Ford Cosworth RAM/Williams Grand Prix Engineering RAM/Penthouse-Rizla Racing RAM/Rainbow Jeans Racing | Williams FW07                | Ford Cosworth DFV V8 3.0 | G    | 50   | Rupert Keegan         | 8-14        |
| Williams-Ford Cosworth RAM/Williams Grand Prix Engineering RAM/Penthouse-Rizla Racing RAM/Rainbow Jeans Racing | Williams FW07                | Ford Cosworth DFV V8 3.0 | G    | 51   | Kevin Cogan           | 13          |
| Williams-Ford Cosworth RAM/Williams Grand Prix Engineering RAM/Penthouse-Rizla Racing RAM/Rainbow Jeans Racing | Williams FW07                | Ford Cosworth DFV V8 3.0 | G    | 51   | Geoff Lees            | 14          |

## Utrke
|     | Utrka                                              | 1.                                      | 2.                                      | 3.                                          |
| --- | -------------------------------------------------- | --------------------------------------- | --------------------------------------- | ------------------------------------------- |
|     |                                                    |                                         |                                         |                                             |
| 1.  | VN Argentine, Buenos Aires 13. siječnja 1980.      | Alan Jones Williams-Ford Cosworth       | Nelson Piquet Brabham-Ford Cosworth     | Keke Rosberg Fittipaldi-Ford Cosworth       |
| 2.  | VN Brazila, Interlagos 27. siječnja 1980.          | René Arnoux Renault                     | Elio de Angelis Lotus-Ford Cosworth     | Alan Jones Williams-Ford Cosworth           |
| 3.  | VN Južne Afrike, Kyalami 1. ožujka 1980.           | René Arnoux Renault                     | Jacques Laffite Ligier-Ford Cosworth    | Didier Pironi Ligier-Ford Cosworth          |
| 4.  | VN SAD Zapad, Long Beach 30. ožujka 1980.          | Nelson Piquet Brabham-Ford Cosworth     | Riccardo Patrese Arrows-Ford Cosworth   | Emerson Fittipaldi Fittipaldi-Ford Cosworth |
| 5.  | VN Belgije, Zolder 4. svibnja 1980.                | Didier Pironi Ligier-Ford Cosworth      | Alan Jones Williams-Ford Cosworth       | Carlos Reutemann Williams-Ford Cosworth     |
| 6.  | VN Monaka, Monte Carlo 18. svibnja 1980.           | Carlos Reutemann Williams-Ford Cosworth | Jacques Laffite Ligier-Ford Cosworth    | Nelson Piquet Brabham-Ford Cosworth         |
| 7.  | VN Francuske, Paul Ricard 29. lipnja 1980.         | Alan Jones Williams-Ford Cosworth       | Didier Pironi Ligier-Ford Cosworth      | Jacques Laffite Ligier-Ford Cosworth        |
| 8.  | VN Velike Britanije, Brands Hatch 13. srpnja 1980. | Alan Jones Williams-Ford Cosworth       | Nelson Piquet Brabham-Ford Cosworth     | Carlos Reutemann Williams-Ford Cosworth     |
| 9.  | VN Njemačke, Hockenheim 10. kolovoza 1980.         | Jacques Laffite Ligier-Ford Cosworth    | Carlos Reutemann Williams-Ford Cosworth | Alan Jones Williams-Ford Cosworth           |
| 10. | VN Austrije, Österreichring 17. kolovoza 1980.     | Jean-Pierre Jabouille Renault           | Alan Jones Williams-Ford Cosworth       | Carlos Reutemann Williams-Ford Cosworth     |
| 11. | VN Nizozemske, Zandvoort 31. kolovoza 1980.        | Nelson Piquet Brabham-Ford Cosworth     | René Arnoux Renault                     | Jacques Laffite Ligier-Ford Cosworth        |
| 12. | VN Italije, Imola 14. rujna 1980.                  | Nelson Piquet Brabham-Ford Cosworth     | Alan Jones Williams-Ford Cosworth       | Carlos Reutemann Williams-Ford Cosworth     |
| 13. | VN Kanade, Montreal 28. rujna 1980.                | Alan Jones Williams-Ford Cosworth       | Carlos Reutemann Williams-Ford Cosworth | Didier Pironi Ligier-Ford Cosworth          |
| 14. | VN SAD Istok, Watkins Glen 5. listopada 1980.      | Alan Jones Williams-Ford Cosworth       | Carlos Reutemann Williams-Ford Cosworth | Didier Pironi Ligier-Ford Cosworth          |
|     |                                                    |                                         |                                         |                                             |

## Konačni poredak

### Vozači
| Mjesto | Vozač                 | Bodovi |
| ------ | --------------------- | ------ |
| 1.     | Alan Jones            | 67     |
| 2.     | Nelson Piquet         | 54     |
| 3.     | Carlos Reutemann      | 42     |
| 4.     | Jacques Laffite       | 34     |
| 5.     | Didier Pironi         | 32     |
| 6.     | René Arnoux           | 29     |
| 7.     | Elio de Angelis       | 13     |
| 8.     | Jean-Pierre Jabouille | 9      |
| 9.     | Riccardo Patrese      | 7      |
| 10.    | Keke Rosberg          | 6      |
| 11.    | John Watson           | 6      |
| 12.    | Derek Daly            | 6      |
| 13.    | Jean-Pierre Jarier    | 6      |
| 14.    | Gilles Villeneuve     | 6      |
| 15.    | Emerson Fittipaldi    | 5      |
| 16.    | Alain Prost           | 5      |
| 17.    | Jochen Mass           | 4      |
| 18.    | Bruno Giacomelli      | 4      |
| 19.    | Jody Scheckter        | 2      |
| 20.    | Mario Andretti        | 1      |
| 21.    | Héctor Rebaque        | 1      |

### Konstruktori
| Pozicija | Konstruktor              | Bodovi |
| -------- | ------------------------ | ------ |
| 1.       | Williams-Ford Cosworth   | 120    |
| 2.       | Ligier-Ford Cosworth     | 66     |
| 3.       | Brabham-Ford Cosworth    | 55     |
| 4.       | Renault                  | 38     |
| 5.       | Lotus-Ford Cosworth      | 14     |
| 6.       | Tyrrell-Ford Cosworth    | 12     |
| 7.       | Arrows-Ford Cosworth     | 11     |
| 8.       | Fittipaldi-Ford Cosworth | 11     |
| 9.       | McLaren-Ford Cosworth    | 11     |
| 10.      | Ferrari                  | 8      |
| 11.      | Alfa Romeo               | 4      |

## Vanjske poveznice
- Službena stranica Formule 1